# Štrucljevo
 Štrucljevo  falu Horvátországban Krapina-Zagorje megyében. Közigazgatásilag Sveti Križ Začretjéhez tartozik.

## Fekvése
Zágrábtól 29 km-re északra, községközpontjától 3 km-re délre a Horvát Zagorje területén az A2-es autópálya mellett fekszik.

## Története
A falut a 11. században alapították, ezzel a község legősibb települése. 
1857-ben 180, 1910-ben 324 lakosa volt. Trianonig Varasd vármegye Krapinai járásához tartozott. A településnek 2001-ben 395 lakosa volt.

## Nevezetességei
Nemesi kúriája.

## Külső hivatkozások
- Sveti Križ Začretje község hivatalos oldala